# Félix Pardon
Félix Pardon (Brussel·les, 1851 - ?, 1921) fou un pianista i compositor belga.
Estudià en el Conservatori de la seva ciutat natal, i el 1869 segon premi del Prix de Rome per la cantata La dernière nuit de Faust. Tres anys més tard estrenà en el Théâtre de la Monnaie de Brussel·les l'òpera còmica La jeunesses de Grétry, i el 1879 l'opereta Friscoff l'Americain, a París.